# Plelen
Plelen is een bestuurslaag in het regentschap Batang van de provincie Midden-Java, Indonesië. Plelen telt 5737 inwoners (volkstelling 2010).